# Vaskapu (Esztergom)
A Vaskapu egy Esztergom óvárosától keletre található, 404 méter magas hegycsúcs a Visegrádi-hegységben. A Maróti-hegyek legalacsonyabb tagja. A Vaskapu nyugati oldalán több kisebb csúcs is található. Ezek északról délre a következők: Elő-hegy, Arany-hegy, Sípoló-hegy I. (316,1 m) és II (317,6 m), Kálvária-hegy, Nagy-Szémon (295,4 m), Kincses-hegy (312 m), Világos-hegy, Sas-hegy.
A hegy nagyban befolyásolja a város arculatát, mert a Vaskapu és a Duna által közrefogott kis területen így alakult ki a kisvárosias városkép szűk utcáival. A hegy nyugati oldalára felfutó utcákban hagyományosan pincesorok állnak, de manapság egyre több hatalmas villa épült a hegyoldalra.

## Növény- és állatvilág
A környező hegyek nem haladják meg az 500 méteres magasságot, ezért vegyes lombos (gyertyán, szil, juhar, hárs, több berkenyefaj), valamint tölgyerdők borítják területüket. A Vaskapu hegy északi oldalán telepített fenyves található. Az erdőkben sok az ehető gombafaj: máj-, csiperke-, őzláb-, galamb-, tinórugomba terem. Az erdők jellegzetes növényei a páfrányok, mohák mellett, a réteken árvalányhaj. Az erdőkben, mezőkön a leggyakrabban előforduló állatok a nyúl, vaddisznó, őz, szarvas, róka, borz. Gyakran láthat a szemlélődő ragadozó madarakat.

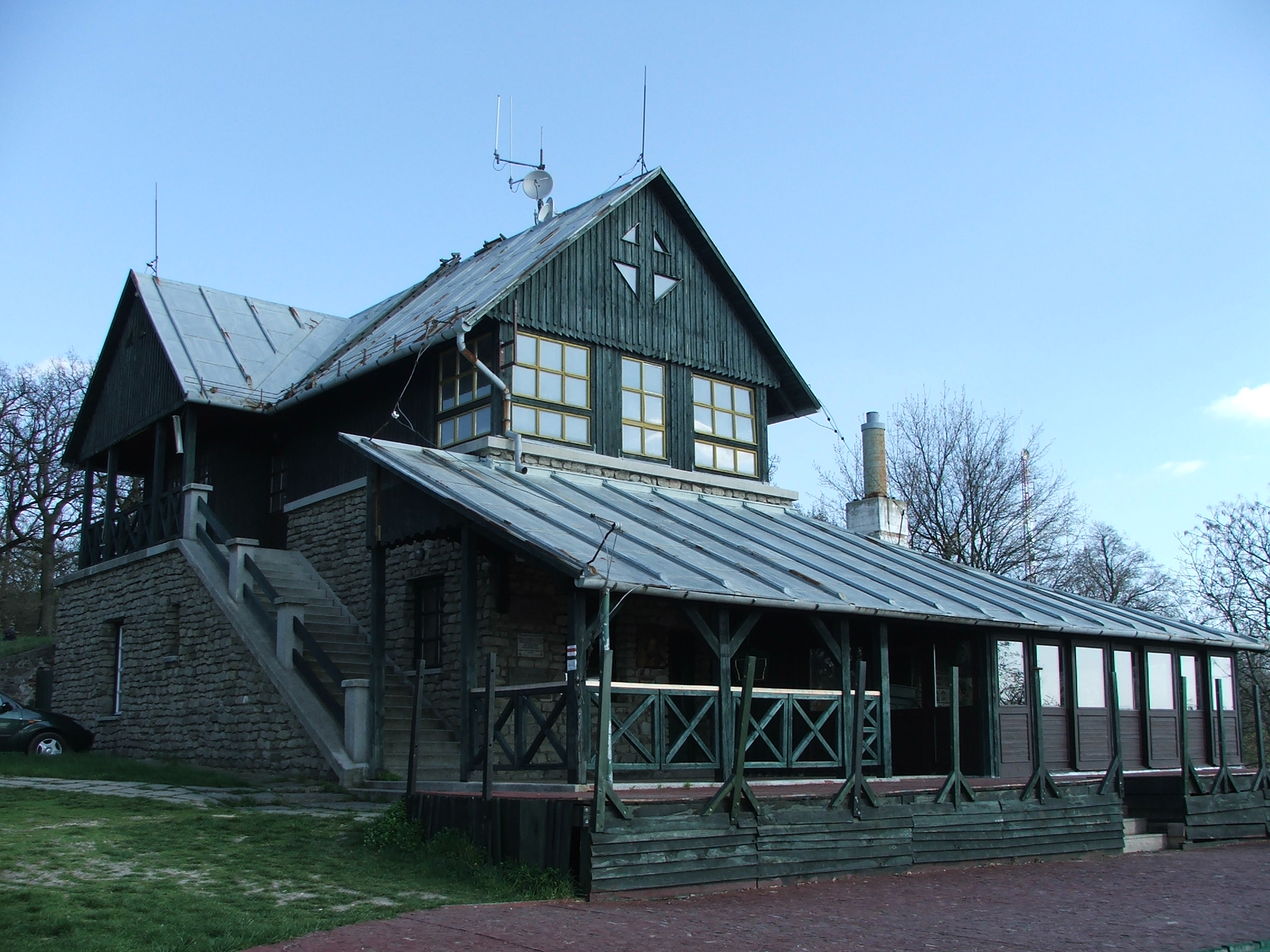
A turistaház a Vaskapu csúcsán (2007)

## Turizmus
A Vaskapu népszerű kirándulóhely. Ez annak is köszönhető, hogy autóval is jól megközelíthető, a belvárosból aszfaltút is vezet a hegyre, ahonnan belátni az egész várost, a Garam torkolatát, a Dunakanyart; tiszta időben pedig ellátni egészen a mohi atomerőműig.
A hegy csúcsán áll az 1914-ben felépült Vaskapu menedékház, mely a Pilisi Parkerdő Zrt. tulajdona. Nevét Brilli Gyuláról, az Esztergomi Turista Egyesület vezetőjéről kapta. 1948-ban nevét Király Albert Turistaházra módosították, a Természetbarátok Turista Egyesületének egyik alapítója után. Mindkettőjükről emléktábla emlékezik a ház falán.
A turistaháztól körülbelül 50 méterre áll Szűz Mária életnagyságú szobra, alkotója ismeretlen. 1921. április 8-án állították a román megszállás elmúlásának emlékére.

## Galéria

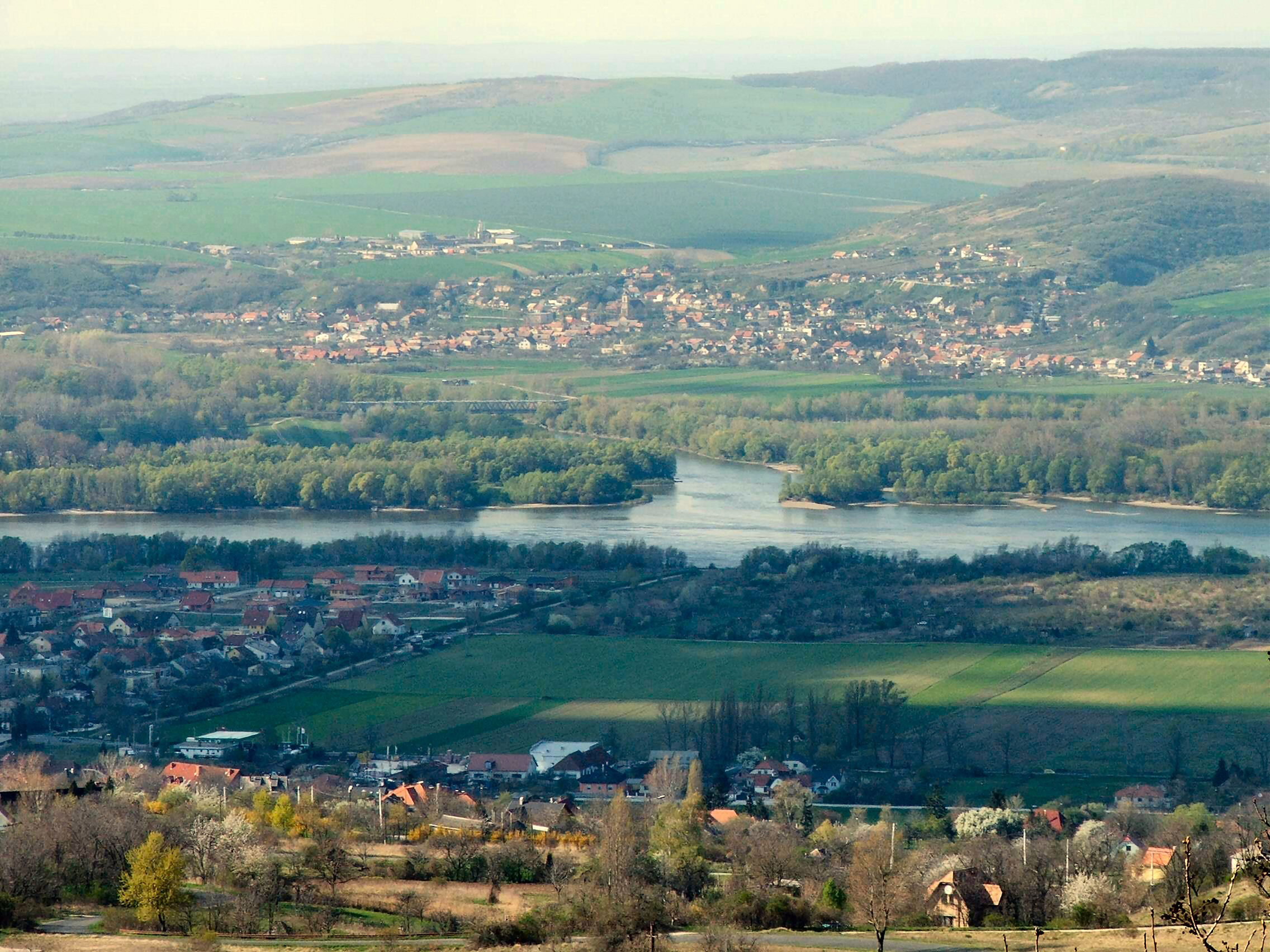
A Garam torkolata és Garamkövesd a háttérben
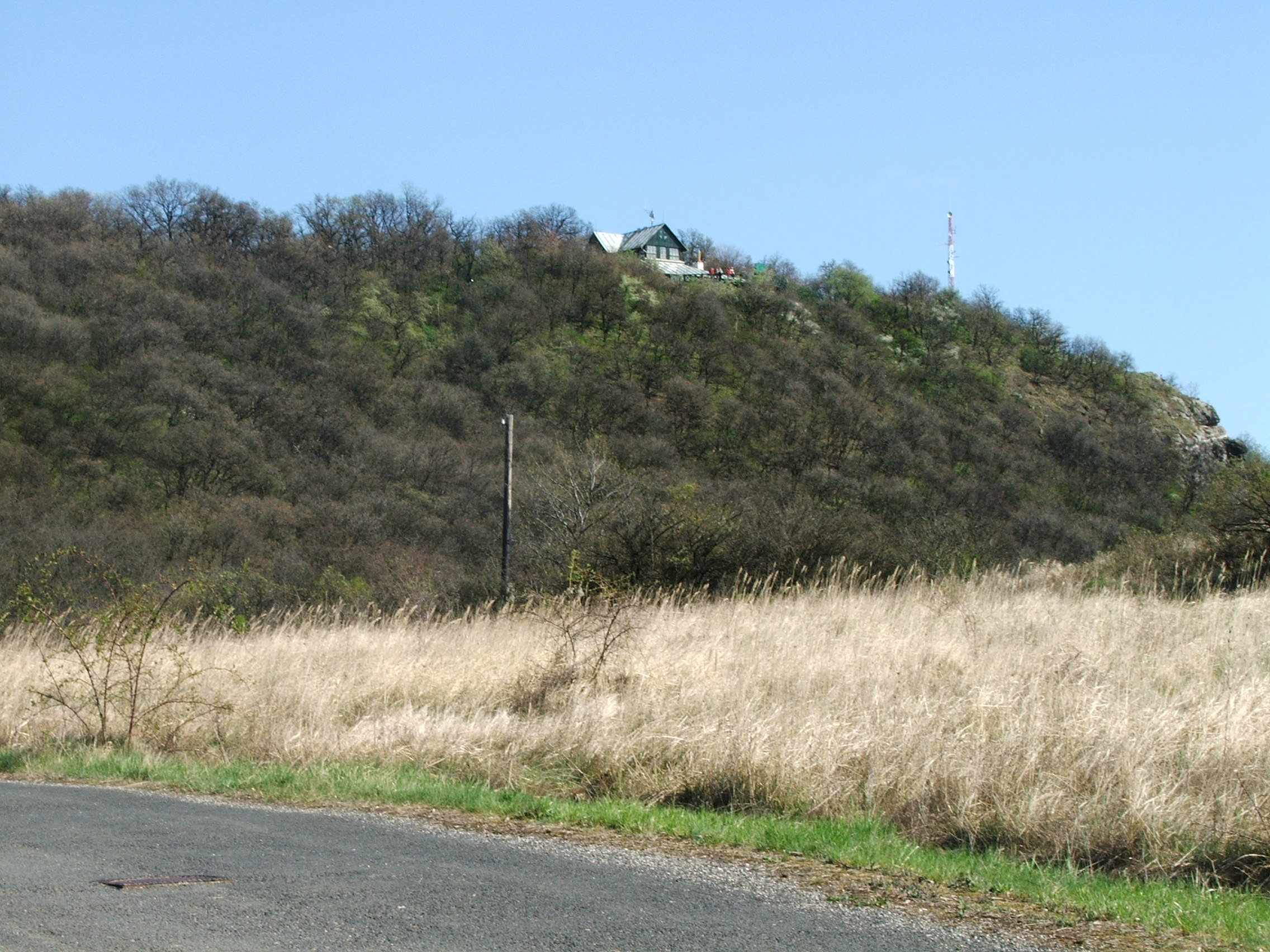
Már majdnem a csúcson